# 24386 McLindon
24386 McLindon este un asteroid din centura principală de asteroizi.

## Descriere
24386 McLindon este un asteroid din centura principală de asteroizi. A fost descoperit pe 7 ianuarie 2000 la Socorro, New Mexico, în cadrul proiectului LINEAR. Asteroidul prezintă o orbită caracterizată de o semiaxă mare de 2,73 ua, o excentricitate de 0,13 și o înclinație de 8,5° în raport cu ecliptica.